# Іновець (притока Бебрави)
Іновец (словац. Inovec) — річка в Словаччині, права притока Бебрави, протікає в округах Тренчин і Бановці-над-Бебравою.
Довжина — 18.5 км.
Витік знаходиться в масиві Повазький Іновець — на висоті 950 метрів. Протікає селом Вельке Држковце.
Впадає у Бебраву біля міста Бановці-над-Бебравою.